# Élections municipales de 2014 à Besançon
Pour un article plus général, voir Élections municipales de 2014 dans le Doubs.
L'élection municipale de 2014 à Besançon est un scrutin visant à élire les 55 conseillers municipaux et conseillers communautaires de la commune de Besançon pour un mandat de six ans, qui s'est tenue les 23 et 30 mars 2014.
Un nombre record de dix listes s'affrontent lors du premier tour. Trois listes se qualifient pour le second tour : celle du maire sortant Jean-Louis Fousseret (union de la gauche PS-PCF-EÉLV) arrivée en tête avec 33,63 % des suffrages exprimés, la liste d'union de la droite (UMP-UDI-MoDem) menée par Jacques Grosperrin (31,64 %) et la liste Front national de Philippe Mougin (11,76 %). Les listes du Front de gauche d'Emmanuel Girod (7,12 %) et divers gauche de Frank Monneur (6,22 %) dépassent les 5 % nécessaires pour pouvoir fusionner.
Lors du second tour, la liste de Jean-Louis Fousseret arrive à nouveau à la première place (47,38 %) devant celles de Jacques Grosperrin (44,40 %) et de Philippe Mougin (8,20 %).
Jean-Louis Fousseret est réélu maire de Besançon lors du conseil municipal du 4 avril 2014 pour un troisième mandat consécutif.

## Mode de scrutin
Le mode de scrutin à Besançon est celui des villes de plus de 1 000 habitants : la liste arrivée en tête obtient la moitié des 55 sièges du conseil municipal. Le reste est réparti à la proportionnelle entre toutes les listes ayant obtenu au moins 5 % des suffrages exprimés. Un deuxième tour est organisé si aucune liste n'atteint la majorité absolue et au moins 25 % des inscrits au premier tour. Seules les listes ayant obtenu aux moins 10 % des suffrages exprimés peuvent s'y présenter. Les listes ayant obtenu au moins 5 % des suffrages exprimés peuvent fusionner avec une liste présente au second tour.

## Candidats
Un nombre record de dix listes participe à l'élection municipale de 2014 à Besançon : deux listes d'extrême gauche, cinq listes de gauche, deux listes de droite et une liste d'extrême droite.

### Ismäel Boudjekada
Ismaël Boudjekada, né le 10 juillet 1995 à Audincourt, est le plus jeune candidat tête de liste à la mairie de Besançon, âgé de seulement 18 ans au moment de l'élection municipale de 2014. Étudiant en première année de licence d'économie et de gestion à la faculté de Besançon, il suit également la classe préparatoire du lycée Louis Pergaud pour intégrer l’École Normale Supérieure. Il est le président du Mouvement pour l’Eveil National (Mouv-En) qu'il a fondé en juillet 2011. Sa liste, baptisée Besançon Autrement, est composée pour plus de la moitié d'étudiants, présentant ainsi une moyenne d'âge de 27 ans. Tous les membres de cette liste sont issus de la société civile.

### Jean-Louis Fousseret
Jean-Louis Fousseret, né le 23 décembre 1946 à Besançon, se présente en tant que maire sortant élu pour la première fois en 2001 et réélu en 2008. Âgé de 67 ans au moment de l'élection municipale de 2014, il a été également conseiller municipal à plusieurs reprises entre 1983 et 2001, conseiller général du canton de Besançon-Planoise de 1988 à 2001 et député de la 1re circonscription du Doubs de 1997 à 2002. Membre du Parti socialiste, il se présente à la tête d'une liste d'union de la gauche baptisée Tous pour Besançon et composée de 28 membres du PS, 10 membres d'Europe Écologie Les Verts, 8 membres du Parti communiste français et 9 membres issus de la société civile.

### Nicole Friess
Nicole Friess, née le 22 août 1953, est âgée de 61 ans au moment de l'élection municipale de 2014. Candidate du  parti d'extrême gauche Lutte ouvrière, elle s'était déjà présentée à l'élection municipale de 2008 lors de laquelle elle avait obtenu un score de 2,03 % des voix.

### Emmanuel Girod
Emmanuel Girod, né le 21 février 1968 à Besançon, est âgé de 46 lors de l'élection municipale de 2014. Exerçant le métier d'inspecteur du travail, il a été candidat présent sur les listes du Front de gauche aux élections européennes de 2009 et aux élections régionales de 2010, et tête de liste aux élections cantonales de 2011 et aux élections législatives de 2012.

### Jacques Grosperrin
Jacques Grosperrin, né le 17 octobre 1955 à Baden-Baden (Allemagne), âgé de 58 ans lors l'élection municipale de 2014, scrutin auquel il se présente pour la première fois à Besançon. Il a auparavant été conseiller général du canton de Besançon-Est de 2001 à 2008, député de la 2e circonscription du Doubs de 2002 à 2007 et conseiller régional de Franche-Comté de 2004 à 2007 et depuis 2010. Membre de l'UMP, il se présente à la tête d'une liste d'union de la droite baptisée Besançon, il est temps et composée de 20 membres de l'UMP, 9 membres de l'UDI, 3 membres du MoDem et 23 membres issus de la société civile.

### Lazhar Hakkar
Lazhar Hakkar, médecin de 56 ans, est l'adjoint sortant chargé de la prévention, du contrat local de prévention et de sécurité et de la tranquillité publique.

### Jean-François Humbert
Jean-François Humbert, né le 17 octobre 1952 à Besançon, âgé de 61 ans en date de l'élection municipale de 2014, est sénateur du Doubs élu en 1998 et réélu en 2008. Ancien membre du conseil régional de Franche-Comté de 1986 à 2010 dont il a assuré la présidence entre 1998 et 2004, il a par ailleurs exercé le mandat de conseiller général du canton du Russey. D'abord affilié à l'UDF, il devient membre de l'UMP en 2002 qu'il quitte en 2010 tout en restant membre du groupe UMP au Sénat. Sa liste divers droite intitulée Besançon au centre présente une moyenne d'âge est de 57 ans: on y retrouve notamment deux conseillères municipales d'opposition sortantes, Monique Ropers et Martine Jeannin.

### Frank Monneur
Frank Monneur, professeur d'histoire-géographie âgé de 43 ans, qui siègeait depuis 2001 dans la majorité municipale auprès du maire PS Jean-Louis Fousseret, a décidé de se présenter après qu'il ne figurait pas sur la liste de ce dernier. En compagnie de Didier Gendraud, également adjoint au maire sortant non reconduit dans la liste de M. Fousseret, il a constitué une liste dénommée Besançon Générations citoyennes se revendiquant hors de toute étiquette politique et dont la moyenne d'âge est de 39 ans. Le boulanger Stéphane Ravacley figure notamment sur cette liste.

### Philippe Mougin
Philippe Mougin, né le 25 janvier 1960 à Besançon, est âgé de 54 ans au moment de l'élection municipale. Ancien adjudant de gendarmerie, il devient membre du Front National en 2010 et est novice en politique, n'ayant exercé aucun mandat jusqu'alors.

### Apolline Trioulaire
Apolline Trioulaire, dentiste de 27 ans née à Besançon, rejoint le Parti Ouvrier Indépendant en 2008 dont elle est secrétaire du comité local de Besançon et du comité départemental. Elle s'était déjà présentée comme colistière de Daniel Jeannin dans la quatrième circonscription du Doubs lors des élections législatives de 2012.

## Sondages

### Premier tour
| Sondeur | Date               | Panel | LO     | POI        | PG    | PS        | DVG    | DVG     | DVG        | DVD     | UMP        | FN     |
| Sondeur | Date               | Panel | Friess | Trioulaire | Girod | Fousseret | Hakkar | Monneur | Boudjekada | Humbert | Grosperrin | Mougin |
| ------- | ------------------ | ----- | ------ | ---------- | ----- | --------- | ------ | ------- | ---------- | ------- | ---------- | ------ |
| Sondeur | Date               | Panel |        |            |       |           |        |         |            |         |            |        |
| Ipsos   | 12 au 13 mars 2014 | 604   | 1,5    | 0,5        | 8     | 36        | 2      | 3       | 3          | 4       | 31         | 11     |

### Second tour
| Sondeur | Date               | Panel | PS        | UMP        | FN     |
| Sondeur | Date               | Panel | Fousseret | Grosperrin | Mougin |
| ------- | ------------------ | ----- | --------- | ---------- | ------ |
| Sondeur | Date               | Panel |           |            |        |
| Ipsos   | 12 au 13 mars 2014 | 604   | 54        | 46         | —      |
| Ipsos   | 12 au 13 mars 2014 | 604   | 52        | 38         | 10     |

## Campagne électorale

### Polémiques

#### L'«affaireBisonpeint»
Le 8 janvier 2014, un blog local intitulé le bisonteint révèle qu'un blog parodique imitant son propre blog, dénommé le bisonpeint et présentant un contenu satirique et critique envers les candidats de droite et du centre, a été créé par la compagne d'un proche collaborateur et membre du cabinet du maire-candidat de Besançon. L'information est reprise rapidement par plusieurs médias locaux dont le journal quotidien L'Est républicain, la chaîne de télévision régionale France 3 Franche-Comté ou encore la station de radio France Bleu Besançon qui y consacre une partie de son forum de la presse du 10 janvier 2014. L'opposition de droite visée par le blog parodique réagit fermement, d'abord par le biais de déclarations et communiqués de presse, puis le 6 mars 2014 par une plainte déposée devant le parquet de Besançon pour prise illégale d’intérêt et détournement de fonds publics, plainte classée sans suite le 31 mars 2014 par le procureur Alain Saffar.

#### Affaires de mœurs
La campagne du maire socialiste sortant Jean-Louis Fousseret est perturbée par des faits divers portant sur des affaires de mœurs dans les semaines précédant l'élection municipale. Fin janvier 2014, un conseiller municipal de son équipe est placé en garde à vue pour exhibitionnisme, le maire décide alors de lui retirer sa délégation et l'invite à démissionner. Le 13 février 2014, la ville se voit obligée de rappeler plusieurs milliers de clés USB qui avait été distribuées aux écoliers de CE2 et dont certaines contenaient des liens renvoyant vers des sites pornographiques. Enfin, le journal mensuel local La Presse Bisontine titre en une de son numéro de mars 2014 « Un membre de l'équipe Fousseret. Après l'exhibitionniste, l'"acteur" porno ! » et révèle dans un article qu'un élu écologiste vice-président de Grand Besançon Métropole a tourné dans une vidéo pornographique mis en ligne sur des sites Internet spécialisés. Le maire de Besançon réagit sur sa page Facebook par un billet daté du 19 février 2014 dans lequel il « fustige ces méthodes qui n’ont qu’un objectif et un effet : polluer la campagne électorale, instiller le doute permanent, détourner les Bisontines et les Bisontins des vrais débats d’idées. ».

#### Inégalité du traitement médiatique
Le candidat Ismaël Boudjekada organise un sit-in devant les locaux de la télévision France 3 Franche-Comté puis entame une grève de la faim devant la mairie à partir du 4 mars 2014 pour protester contre la décision de la chaîne de ne convier que six des dix têtes de liste pour le débat télévisé du premier tour, auquel lui-même ne participera pas.

### Débats

#### Débat du premier tour
Le débat du premier tour a eu lieu le samedi 8 mars 2014 sur le plateau de l'émission La voix est libre diffusée sur la chaîne de télévision régionale France 3 Franche-Comté. Il a opposé six des dix têtes de listes en présence : les candidats de gauche Emmanuel Girod, Philippe Monneur et Jean-Louis Fousseret et les trois candidats de droite Jean-François Humbert, Jacques Grosperrin et Philippe Mougin. Trois des quatre candidats non invités ont enregistré un message d'une minute diffusé lors de l'émission. Durant la première partie, chaque candidat a présenté ses motivations pour se présenter et s'est exprimé sur les quatre thèmes que sont la fiscalité, la sécurité, le commerce et l'attractivité du centre-ville et enfin l'emploi et l'économie. Durant la deuxième partie du débat, le rédacteur en chef adjoint de la station de radio France Bleu Besançon a interpellé les candidats sur une spécificité de leur candidature ou de leur programme : Jacques Grosperrin (UMP) a été interrogé sur son projet de ville intelligente, Frank Monneur sur le bilan de la majorité sortante dont il faisait partie, Philippe Mougin (FN) sur sa conception de la laïcité à la cantine, Jean-Louis Fousseret sur une éventuelle extension du réseau bisontin de tramway, Emmanuel Girod (FG) sur la gratuité de l'eau et des transports publics et Jean-François Humbert (DVD) sur son positionnement politique par rapport au candidat officiellement investi par la droite.

#### Débat du second tour
Le débat du second tour diffusé le jeudi 27 mars 2014 sur France 3 Franche-Comté oppose les trois têtes de liste qualifiées pour le second second tour, Jean-Louis Fousseret, Jacques Grosperrin et Philippe Mougin.

## Résultats
- Maire sortant : Jean-Louis Fousseret (PS)
- 55 sièges à pourvoir (population légale 2011 : 115 879 habitants)

| Tête de liste                                          | Tête de liste          | Liste          | Premier tour | Premier tour | Second tour | Second tour | Sièges |  |
| Tête de liste                                          | Tête de liste          | Liste          | Voix         | %            | Voix        | %           | Sièges |  |
| ------------------------------------------------------ | ---------------------- | -------------- | ------------ | ------------ | ----------- | ----------- | ------ |  |
|                                                        | Jean-Louis Fousseret * | PS-PCF-EELV    | 12 191       | 33,63        | 17 943      | 47,38       | 41     |  |
| Tous pour Besançon                                     |                        |                | 12 191       | 33,63        | 17 943      | 47,38       | 41     |  |
|                                                        | Jacques Grosperrin     | UMP-UDI-MoDem  | 11 470       | 31,64        | 16 814      | 44,40       | 12     |  |
| Besançon. Il est temps.                                |                        |                | 11 470       | 31,64        | 16 814      | 44,40       | 12     |  |
|                                                        | Philippe Mougin        | FN             | 4 263        | 11,76        | 3 106       | 8,20        | 2      |  |
| Besançon bleu Marine                                   |                        |                | 4 263        | 11,76        | 3 106       | 8,20        | 2      |  |
|                                                        | Emmanuel Girod         | PG             | 2 582        | 7,12         |             |             |        |  |
| À gauche toute. Place au peuple                        |                        |                | 2 582        | 7,12         |             |             |        |  |
|                                                        | Frank Monneur          | DVG            | 2 255        | 6,22         |             |             |        |  |
| Besançon générations citoyennes                        |                        |                | 2 255        | 6,22         |             |             |        |  |
|                                                        | Jean-François Humbert  | DVD            | 1 452        | 4,01         |             |             |        |  |
| Jean-François Humbert - Besançon au centre             |                        |                | 1 452        | 4,01         |             |             |        |  |
|                                                        | Lazhar Hakkar          | DVG            | 899          | 2,48         |             |             |        |  |
| Besançon ambitieuse solidaire et fraternelle           |                        |                | 899          | 2,48         |             |             |        |  |
|                                                        | Nicole Friess          | LO             | 518          | 1,43         |             |             |        |  |
| Lutte ouvrière faire entendre le camp des travailleurs |                        |                | 518          | 1,43         |             |             |        |  |
|                                                        | Apolline Trioulaire    | POI            | 354          | 0,98         |             |             |        |  |
| Unité et résistance contre l'austérité                 |                        |                | 354          | 0,98         |             |             |        |  |
|                                                        | Ismäel Boudjekada      | DVG            | 264          | 0,73         |             |             |        |  |
| Besançon autrement                                     |                        |                | 264          | 0,73         |             |             |        |  |
|                                                        |                        |                |              |              |             |             |        |  |
| Inscrits                                               | Inscrits               | Inscrits       | 69 143       | 100,00       | 69 146      | 100,00      |        |  |
| Abstentions                                            | Abstentions            | Abstentions    | 31 738       | 45,90        | 29 608      | 42,82       |        |  |
| Votants                                                | Votants                | Votants        | 37 405       | 54,10        | 39 538      | 57,18       |        |  |
| Blancs et nuls                                         | Blancs et nuls         | Blancs et nuls | 1 157        | 3,09         | 1 675       | 4,24        |        |  |
| Exprimés                                               | Exprimés               | Exprimés       | 36 248       | 96,91        | 37 863      | 95,76       |        |  |
| * Liste du maire sortant                               |                        |                |              |              |             |             |        |  |

## Les élus
Composition du conseil municipal par tendance politique
- PS - 20 élus (36,4 %)
- EELV - 9 élus (16,4 %)
- DIV - 8 élus (14,5 %)
- PCF - 6 élus (10,9 %)
- UMP - 6 élus (10,9 %)
- MoDem - 2 élus (3,6 %)
- UDI - 2 élus (3,6 %)
- FN - 2 élus (3,6 %)

### Le maire
Lors de la séance du conseil municipal du 4 avril 2014, deux candidats se présentent au poste de maire de Besançon: Jean-Louis Fousseret, maire sortant et tête de liste PS-PCF-EELV, et Philippe Mougin, tête de liste FN. Jean-Louis Fousseret est élu maire par 41 voix contre deux voix pour Philippe Mougin et 11 bulletins blancs.

### Les seize adjoints
Au nombre de 21 sous la mandature précédente (2008-2014), les adjoints ne sont plus que 16 pour la nouvelle mandature (2014-2020).
| Rang                           | Identité | Identité                | Appartenance | Attribution |
| ------------------------------ | -------- | ----------------------- | ------------ | --- |
| 1                              |          | Danielle Dard           | DIV          | Solidarités, coordination des élus, lutte contre les discriminations, égalité des chances et droit des femmes. |
| 2                              |          | Nicolas Bodin           | PS           | Urbanisme et aménagement urbain, grands travaux.                                                               |
| 3                              |          | Anne Vignot             | EÉLV         | Environnement, cadre de vie et transition énergétique.                                                         |
| 4                              |          | Christophe Lime*        | PCF          | Eau et assainissement.                                                                                         |
| 5                              |          | Danielle Poissenot      | PS           | Prévention, sécurité et tranquillité publique.                                                                 |
| 6                              |          | Abdel Ghezali*          | PS           | Sports. |
| 7                              |          | Marie Zehaf             | PS           | Voirie, espace public.                                                                                         |
| 8                              |          | Patrick Bontemps        | PS           | Culture et patrimoine.                                                                                         |
| 9                              |          | Anne-Sophie Andriantavy | PS           | Démocratie participative.                                                                                      |
| 10                             |          | Yves-Michel Dahoui      | PS           | Famille, éducation, petite enfance et jeunesse.                                                                |
| 11                             |          | Carine Michel           | PS           | Personnel, formalités administratives et relation avec les cultes.                                             |
| 12                             |          | Cyril Devesa            | EELV         | Santé, hygiène, prévention sanitaire.                                                                          |
| 13                             |          | Catherine Thiébaut      | EELV         | Bâtiments, coût global, parc auto logistique.                                                                  |
| 14                             |          | Jean-Sébastien Leuba    | PS           | Vie des quartiers et vie associative.                                                                          |
| 15                             |          | Solange Joly            | PCF          | Relations internationales.                                                                                     |
| 16                             |          | Thierry Morton          | PS           | Commerce artisanat, tourisme et congrès.                                                                       |
| * Conseiller municipal sortant |          |                         |              | |

### Les conseillers municipaux
|                                | Groupe | Groupe | Nombre | Identité des conseillers municipaux |
| ------------------------------ | ------ | ------ | ------ | --- |
| Majorité                       |        | PS     | 9      | Pascal Curie, Emmanuel Dumont*, Fanny Gerdil-Djaouat, Myriam El Yassa, Béatrice Falcinella, Michel Loyat*, Yannick Pouget, Dominique Schauss, Sylvie Wanlin* |
| Majorité                       |        | EÉLV   | 6      | Éric Alauzet*, Claudine Caulet, Pauline Jeannin, Anthony Poulin, Françoise Presse, Rémi Sthal                                                                |
| Majorité                       |        | PCF    | 4      | Thibaut Bize, Émile Briot, Elsa Maillot, Lætitia Simon |
| Majorité                       |        | DIV    | 5      | Frédéric Allemann, Guerric Chalnot, Rosa Rebrab, Karima Rochdi, Ilva Sugny                                                                                   |
| Opposition                     |        | UMP    | 8      | Pascal Bonnet*, Marie-Laure Dalphin, Ludovic Fagaut, Jacques Grosperrin, Michel Omouri*, Sophie Peseux, Mina Sebbah, Michel Vienet                           |
| Opposition                     |        | MoDem  | 2      | Laurent Croizier, Odile Faivre-Petitjean* |
| Opposition                     |        | UDI    | 2      | Catherine Comte-Deleuze, Philippe Gonon |
| Opposition                     |        | FN     | 2      | Philippe Mougin, Julien Acard |
| * Conseiller municipal sortant |        |        |        | |